# Rotten Tomatoes
Rotten Tomatoes è un sito web che si occupa di raccogliere recensioni, informazioni e notizie sul mondo del cinema e delle serie TV.

## Origine del nome
Il nome Rotten Tomatoes, "pomodori marci", deriva dal vecchio cliché di lanciare pomodori agli attori dopo una brutta esibizione. Il sito è attivo dal 12 agosto 1998.

## Votazioni
Il sito si compone di tre votazioni: quella dei critici, quella dei critici top e quella del pubblico. Le votazioni complessive finali di ciascuna delle tre categorie sono espresse in percentuale di votazioni favorevoli.
Per le votazioni dei critici e dei critici top sono indicati quanti di essi hanno dato una recensione positiva (fresh), quanti hanno dato invece una recensione negativa (rotten), il numero di recensioni totali e la votazione media in decimi. Per le votazioni del pubblico sono indicati il numero totale dei votanti e la votazione media, compresa in una scala da 1 a 5.
Per ottenere un giudizio complessivo positivo (espresso in percentuale) un film deve ricevere una valutazione positiva da parte di più della metà dei critici e degli spettatori che lo hanno visto (almeno 60%). Le votazioni dei critici e del pubblico sono indipendenti: un film può ottenere un giudizio negativo da parte dei critici, ma essere comunque di gradimento per il pubblico o viceversa.

## Golden Tomato Awards
Dal 1999 il sito premia i film e le serie televisive meglio recensite dell'anno, basandosi solamente sulle recensioni professionali e sul voto dei critici.